# شبکه فضای دوردست ناسا
شبکه فضای دوردست ناسا (دی‌اس‌ان) (به انگلیسی: DSN: NASA Deep Space Network) شبکهٔ آنتن‌هایی می‌باشد که از ماموریت‌های فضاپیماها و مشاهدات فضایی رادیویی و راداری که به اکتشاف منظومهٔ خورشیدی کمک می‌کند، پشتیبانی می‌کند. این شبکه از ماموریت‌های خاص در مدار زمین نیز پشتیبانی می‌کند. دی‌اس‌ان هم‌اکنون از سه مرکز ارتباط عمیق فضایی که با ۱۲۰ درجه فاصله از یکدیگر بر روی زمین قرار گرفته‌اند، تشکیل شده‌است. یکی مرکز گلداستون در صحرای موهاوی در کالیفرنیا، دیگری در نزدیکی مادرید و سومی در نزدیکی کانبرا استرالیا. این قرارگیری به ارتباط بدون وقفهٔ زمین با فضاپیما کمک کرده و باعث شده‌است که دی‌اس‌ان بزرگترین و دقیق‌ترین مرکز ارتباط در جهان باشد. این مراکز همگی زیر نظر آزمایشگاه پیشرانه جت فعالیت می‌کنند.

## تاریخچه
گام‌های نخستین برای ایجاد دی‌اس‌ان در ژانویه سال ۱۹۵۸ برداشته شد، زمانی که آزمایشگاه پیشرانهٔ جت، زیر نظر ارتش ایالات متحده سامانه ردیابی رادیویی قابل حملی را در ایستگاه‌های نیجریه، سنگاپور و کالیفرنیا ایجاد کرد. این سیستم برای گرفتن امواج رادیویی ماهوارهٔ اکسپلورر ۱ ارتش آمریکا، اولین ماهوارهٔ آمریکایی که در مدار زمین قرار گرفت طراحی شده بود.
در سال ۱۹۵۸، جی‌پی‌ال از ارتش آمریکا جدا شد و به ناسا اضافه شد. وظیفهٔ اصلی آن طراحی و اجرای سفرهای فضایی به ماه و ساخت فضاپیماهای هوشمند بود. مدتی کوتاهی پس از آن ناسا مفهوم شبکه فضای دوردست را برای تمام ماموریت‌های در عمق فضا پیش کشید که نیاز هر مأموریت را به وسایل ارتباطی به صورت مجزا را از بین می‌برد. آموزش، پیشبرد، طراحی و مدیریت مجموعه برای همهٔ کاربران به خود دی‌اس‌ان محول شده‌بود. بر اساس این نیازها، این مرکز به یکی از قوی‌ترین مراکز توسعهٔ گیرنده‌های با نویز پایین، وسایل ردیابی، فاصله‌یابی، ارسال فرمان، پردازش سیگنال دیجیتال و جهت‌یابی در عمق فضا تبدیل شد.

## امکانات
هر مرکز مجهز به حداقل ۴ پایگاه عمیق فضایی با سیستم‌های دریافتی بسیار حساس و آنتن بشقابی است. این آنتن‌ها به ترتیب:
- یک آنتن ۳۴ متری (قطر) با کیفیت دریافت بالا
- یک آنتن ۳۴ متری جهت‌دهندهٔ موج (به انگلیسی: Beam Waveguide) (از این نوع آنتن در پایگاه گلداستون سه عدد و در مادرید ۲عدد وجود دارد)
- یک آنتن ۲۶ متری
- یک آنتن ۷۰ متری[۳]

## مراکز
این شبکه از سه مرکز روی سه قارهٔ متفاوت زمین تشکیل شده‌است که تقریبا هرکدام با هم ۱۲۰ درجه در ارسال و دریافت سیگنال اختلاف زاویه‌ای دارند:
- مرکز شبکه فضای دوردست کانبرا
- مرکز شبکه فضای دوردست گلداستون
- مرکز شبکه فضای دوردست مادرید

## فعالیت‌ها
این آنتن‌ها و سامانه‌های انتقال داده، موارد زیر را ممکن می‌سازند:
- دریافت اطلاعات تلمتری از فضاپیما
- ارسال فرمان‌ها به فضاپیما
- اندازه‌گیری سرعت و مکان‌یابی فضاپیما
- انجام مشاهده‌های راه دور
- اندازه‌گیری تغییرات موج‌های رادیویی برای مطالعات آزمایش‌های علوم رادیویی
- جمع‌آوری اطلاعات علمی
- نگهبانی و نگهداری از شبکه و فعالیت بدون وفقهٔ آن[۱]